# Patson Daka
Patson Daka (Chingola, 1998. október 9. –) zambiai válogatott labdarúgó, a Leicester City csatárja.

## Pályafutása

### Klubcsapatokban
A Nchanga Rangers csapatában nevelkedett, majd 2016-ban a Kafue Celtic játékosa lett. Kölcsönben megfordult a Power Dynamos és az osztrák Liefering együtteseiben. 2017. március 17-én debütált az osztrák klubban az SC Austria Lustenau csapata ellen, a 64. percben csereként váltotta Okugava Maszaját. Április 25-én az SC Wiener Neustadt elleni másodosztályú bajnoki mérkőzésen a 84. percben győztes gólt szerzett, így csapata 2–1-re nyert. A szezonvégén 2022-ig szóló szerződést írt alá a Red Bull Salzburg csapatával. Augusztus 24-én mutatkozott be az első csapatban a román Viitorul Constanța csapata elleni Európa-liga selejtező mérkőzésen, Fredrik Gulbrandsen cseréjeként az 56. percben. Három nappal később a bajnokságban a Sturm Graz ellen is csereként debütált. 2018. augusztus 11-én szerezte meg első élvonalbeli bajnoki gólját, az Austria Wien csapata ellen 2–0-ra megnyert találkozón. 2019. február 21-én duplázott az Európa-ligában a belga Club Brugge ellen. December 18-án 2024 nyaráig meghosszabbította szerződését a klubbal. A 2020–2021-es szezonban csapatával bejutott a Bajnokok Ligája csoportkörébe. A Salzburg Ausztriában ismét bajnoki címet nyert, Daka Erling Haaland távozását követően csapata első számú csatára lett. Minden sorozatot figyelembe véve 34 gólt szerzett az idény során, 27 góljával az osztrák Bundesliga gólkirálya lett.
2021. június 30-án a Leicester City bejelentette, hogy leigazolta Dakát, aki ötéves szerződés írt alá. Augusztus 7-én lépett először tétmérkőzésen pályára új klubjában a Manchester City ellen 1–0-ra megnyert angol szuperkupa találkozón. Augusztus 23-án a bajnokságban is bemutatkozott a West Ham United ellen 4–1-re elvesztett mérkőzésen. Október 16-án második alkalommal lépett pályára a bajnokságban és a Manchester United ellen 4–2-re megnyert találkozón az első Premier League gólját szerezte meg. Négy nappal később az orosz Szpartak Moszkva ellen 4–3-ra megnyert Európa-liga találkozón négy gólt szerzett.

### A válogatottban
Részt vett a 2015-ös és a 2017-es U20-as Afrikai nemzetek kupáján, utóbbi tornán bajnokok lettek. Ugyanebben az évben megrendezett U20-as labdarúgó-világbajnokságon csoportjukat megnyerve egészen a negyeddöntőig jutottak, ahol hosszabbításban Olaszország ellen maradtak alul.
2015. június 13-án mutatkozott be a felnőttek között Bissau-Guinea ellen a 2017-es afrikai nemzetek kupája selejtezőjében.

#### Válogatott góljai
2021. november 13-i állapotnak megfelelően.
| #  | Időpont             | Helyszín                                      | Ellenfél   | Gólok | Eredmény | Kiírás                                     |
| -- | ------------------- | --------------------------------------------- | ---------- | ----- | -------- | ------------------------------------------ |
| 1. | 2017. szeptember 5. | Mohamed Hamlaoui Stadium, Kaszentína, Algéria | Algéria    | 1–0   | 1–0      | 2018-as labdarúgó-világbajnokság-selejtező |
| 2. | 2017. november 11.  | Levy Mwanawasa Stadium, Ndola, Zambia         | Kamerun    | 1–0   | 2–2      | 2018-as labdarúgó-világbajnokság-selejtező |
| 3. | 2019. november 19.  | Függetlenségi Stadion, Lusaka, Zambia         | Zimbabwe   | 1–1   | 1–2      | 2021-es afrikai nemzetek kupája selejtező  |
| 4. | 2021. március 25.   | Függetlenségi Stadion, Lusaka, Zambia         | Algéria    | 1–2   | 3–3      | 2021-es afrikai nemzetek kupája selejtező  |
| 5. | 2021. március 25.   | Függetlenségi Stadion, Lusaka, Zambia         | Algéria    | 3–3   | 3–3      | 2021-es afrikai nemzetek kupája selejtező  |
| 6. | 2021. március 29.   | Nemzeti Sport Stadion, Harare, Zimbabwe       | Zimbabwe   | 1–0   | 2–0      | 2021-es afrikai nemzetek kupája selejtező  |
| 7. | 2021. március 29.   | Nemzeti Sport Stadion, Harare, Zimbabwe       | Zimbabwe   | 2–0   | 2–0      | 2021-es afrikai nemzetek kupája selejtező  |
| 8. | 2021. november 13.  | Függetlenségi Stadion, Lusaka, Zambia         | Mauritánia | 1–0   | 4–0      | 2022-es labdarúgó-világbajnokság-selejtező |

## Sikerei, díjai

### Klub
- Red Bull Salzburg
  - Osztrák bajnok: 2017–18, 2018–19, 2019–20, 2020–21
  - Osztrák kupa: 2018–19, 2019–20, 2020–21
  - UEFA Ifjúsági Liga: 2016–17

- Leicester City
  - Angol szuperkupa: 2021[26]

### Válogatott
- Zambia U20
  - U20-as Afrikai nemzetek kupája: 2017

### Egyéni
- U20-as Afrikai nemzetek kupája legjobb játékosa: 2017
- U20-as Afrikai nemzetek kupája gólkirálya (megosztva): 2017
- CAF – Az év ifjúsági játékosa: 2017
- Az év zambiai sportember: 2017[27]
- Az Osztrák Bundesliga gólkirálya: 2020–21[28]
- Osztrák Bundesliga – A szezon legjobb játékosa: 2020–21[29]